# Sirauli
Sirauli là một thị xã và là một nagar panchayat của quận Bareilly thuộc bang Uttar Pradesh, Ấn Độ.

## Nhân khẩu
Theo điều tra dân số năm 2001 của Ấn Độ, Sirauli có dân số 19.021 người. Phái nam chiếm 53% tổng số dân và phái nữ chiếm 47%. Sirauli có tỷ lệ 25% biết đọc biết viết, thấp hơn tỷ lệ trung bình toàn quốc là 59,5%: tỷ lệ cho phái nam là 31%, và tỷ lệ cho phái nữ là 18%. Tại Sirauli, 20% dân số nhỏ hơn 6 tuổi.